# Paddy Madden
Patrick „Paddy“ Madden (* 4. März 1990 in Dublin) ist ein irischer Fußballspieler.

## Spielerkarriere
Madden gab am 8. November 2008 sein Profidebüt für Bohemians Dublin in der League of Ireland und machte dabei seinen einzigen Ligaeinsatz in der Saison 2008, die für ihn und seine Mannschaft mit dem irischen Meistertitel endete. Von Februar bis Juni 2009 spielte er auf Leihbasis für Shelbourne FC. In der Saison 2009 steuerte Madden nach seiner Rückkehr in 18 Ligaspielen 4 Treffer zum erneuten Gewinn des Meistertitels mit Bohemians Dublin bei. Im selben Jahr gewann er mit seinem Verein auch den Irischen Ligapokal. 2010 gewann er mit Bohemians den Setanta Sports Cup.